# Chơi với ma
Chơi với ma (tiếng Trung: 鬼同你OT; Việt bính: Gwai2 Tung4 Nei5 OT; literally "Ghost to Overtime With You" or "Who The Hell Wants to Overtime With You") là một bộ phim hài tình cảm chủ đề siêu nhiên Hong Kong 2015 được sản xuất bởi TVB với sự tham gia của Trần Hào, Điền Nhụy Ni và Hồ Định Hân trong vai chúinh.. Phim được phát sóng trên kênh Jade của Hong Kong từ 13 tháng 7 cho đến 7 tháng 8 năm 2015 từ thứ hai đến chủ nhật 9:30-10:30 pm với tổng cộng 25 tập phim. Và được SCTV9 (muộn hơn 2 ngày so với HK) ở Việt Nam và chiếu song song cùng TVB.

## Đánh giá người xem
| #               | Thời gian (HKT)          | Tuần                           | Tập     | Điểm trung bình | Điểm cao nhất |
| --------------- | ------------------------ | ------------------------------ | ------- | --------------- | ------------- |
| 1               | Thứ hai – Chủ nhật 21:30 | 13–19 tháng 7 năm 2015         | 1 — 7   | 26              | 28            |
| 2               | Thứ hai – Chủ nhật 21:30 | 20–26 tháng 7 năm 2015         | 8 — 14  |                 |               |
| 3               | Thứ hai – Chủ nhật 21:30 | 27 tháng 7–02 tháng 8 năm 2015 | 15 — 21 |                 |               |
| 4               | Thứ hai – Chủ nhật 21:30 | 03–07 tháng 8 năm 2015         | 22 — 25 |                 |               |
| Tổng trung bình |                          |                                |         |                 |               |